# 交易所广场 (的里雅斯特)

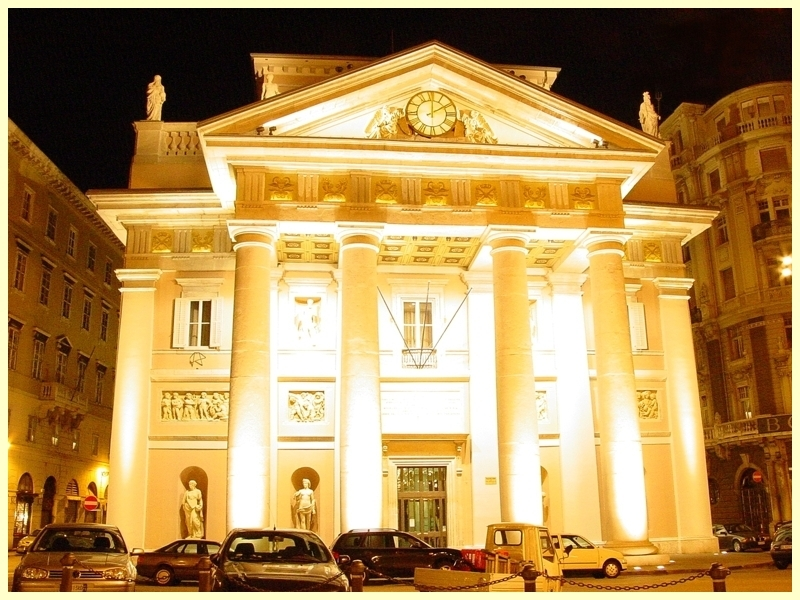
交易所广场与商会宫

交易所广场（義大利語：Piazza della Borsa）是的里雅斯特的主要广场之一，也被称为该市的“第二客厅”，在19世纪曾是该市的经济中心。
该广场紧邻意大利统一广场,

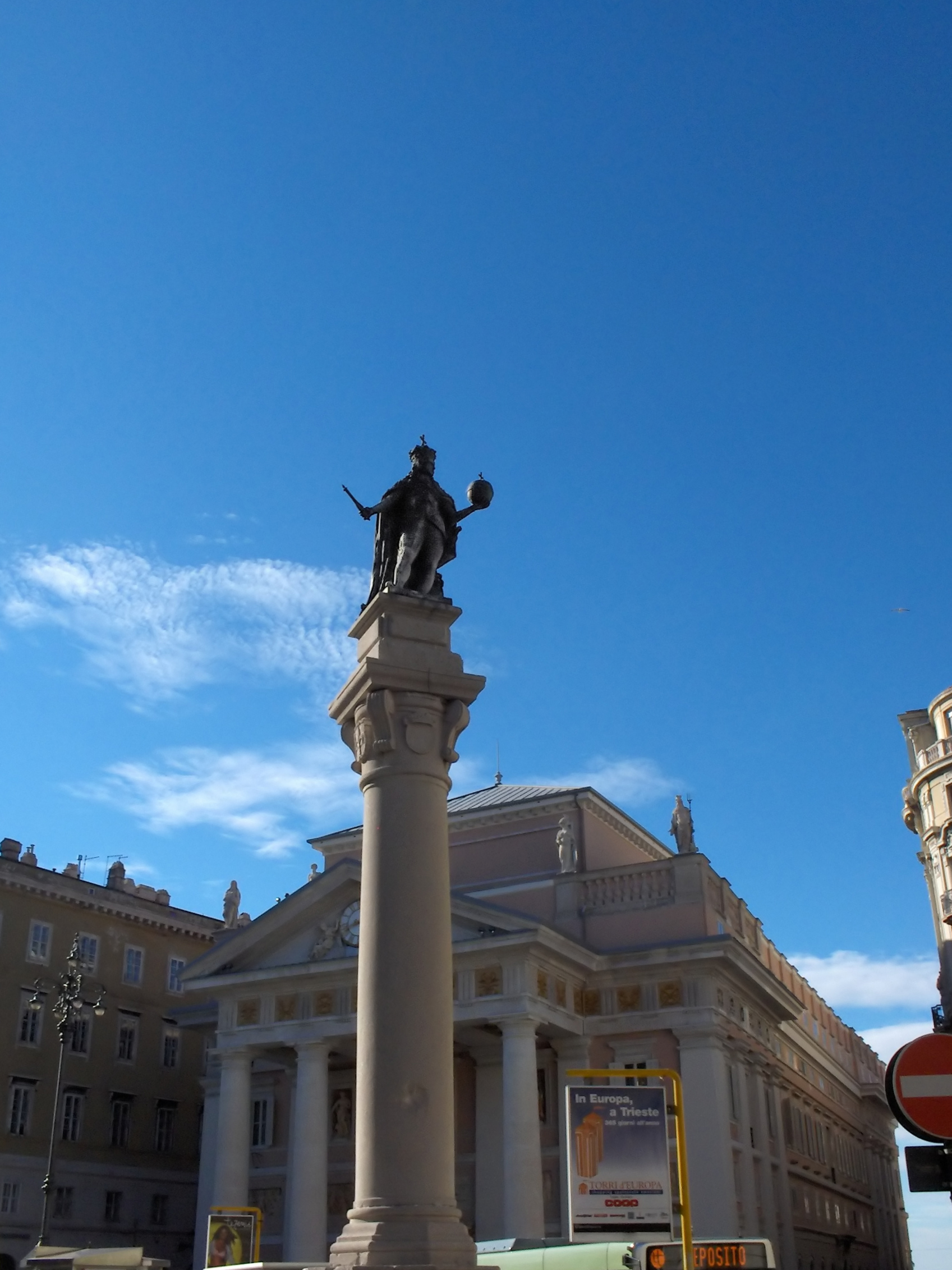
Statua di Leopoldo I
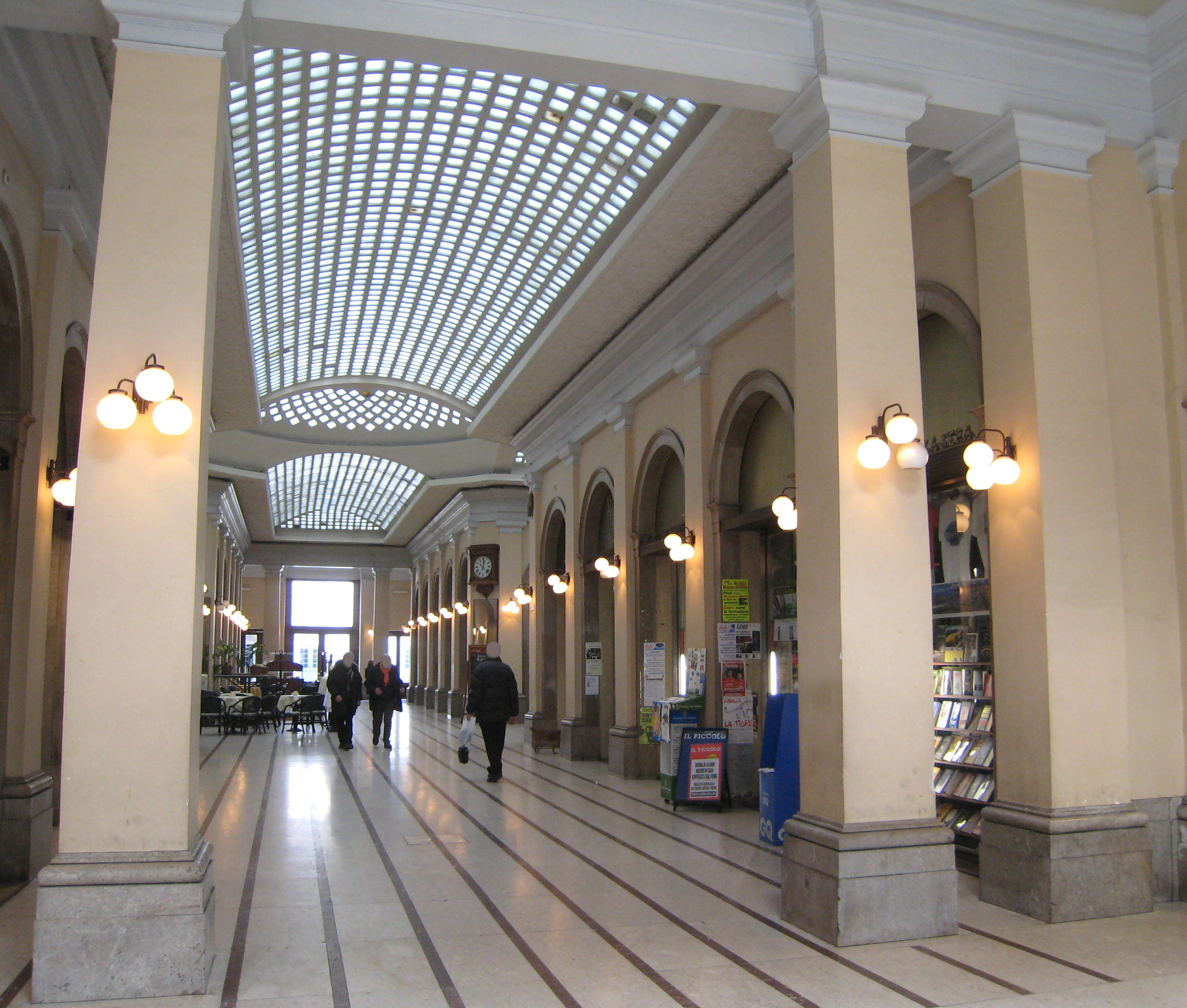
La galleria del Tergesteo
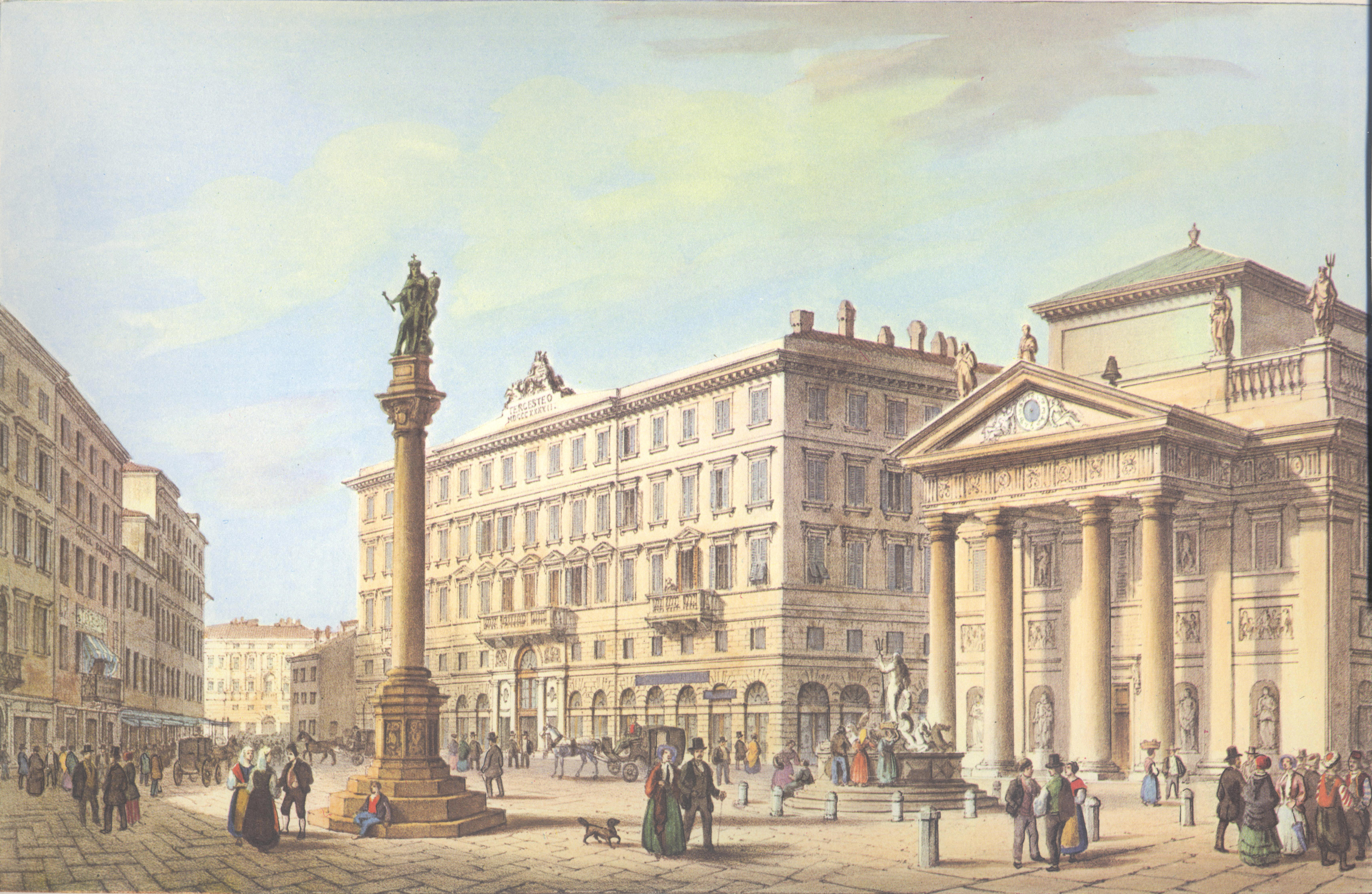
Un disegno di Marco Moro del 1854